# Josef Kaplický
Josef Kaplický, křtěný Josef Augustin Václav Karel (19. března 1899 Vysoké Mýto – 1. února 1962 Praha) byl český malíř, grafik, sochař, sklářský výtvarník, teoretik a pedagog.

## Život
Studoval na UPŠ jako žák E. Dítěte a V. H. Brunnera mezi 1917–21 a mezi 1921–23 na AVU v Praze jako žák M. Švabinského. Mezi 1927–35 byl členem SVU Mánes a od 1935 Umělecké besedy v Praze. Od 1945 byl profesorem na VŠUP v Praze. Vedl Školu pro užitou malbu (1945-1948) a poté Ateliér malířských technik skla (1948-1962)
Patřil k mnohostranným osobnostem české výtvarné kultury. Zabýval se užitou grafikou, malbou, mozaikou a plastikou. Vyhledával vnitřní zákonitost tvaru, potlačování nahodilostí a úsilí o nalezení řádu, uplatňuje se v řadě monumentálních realizací. V plastice hledal ideální tvar konkrétního objemu ženské postavy. V malbě se zajímal o barvu a o harmonii výtvarného celku. Byl významný teoretik a pedagog zejména při výchově poválečné sklářské generace a měl podíl na vzniku nové české skleněné plastiky. Jako grafik navrhoval knižní obálky a plakáty, i poštovní známky. Věnoval se návrhům vitráží na okna pro rotundu na Řípu, olomoucké krematorium a pro kostel sv. Václava v Praze-Vršovicích od Josefa Gočára. Jeho žáci byli Stanislav Libenský, Miluše Roubíčková, Vladimír Kopecký, Václav Cígler, Zdena Strobachová, Jiřina Žertová, Adriena Šimotová, Jiří John a další.
Jeho žena byla Jiřina Kaplická (rozená Florová), grafička a výtvarnice (například: Optl, J.: Orchideje, Praha 1970).
Jeho synem byl světově proslulý architekt Jan Kaplický, zakladatel firmy Future Systems v Londýně.